# Eduard Krause-Wichmann

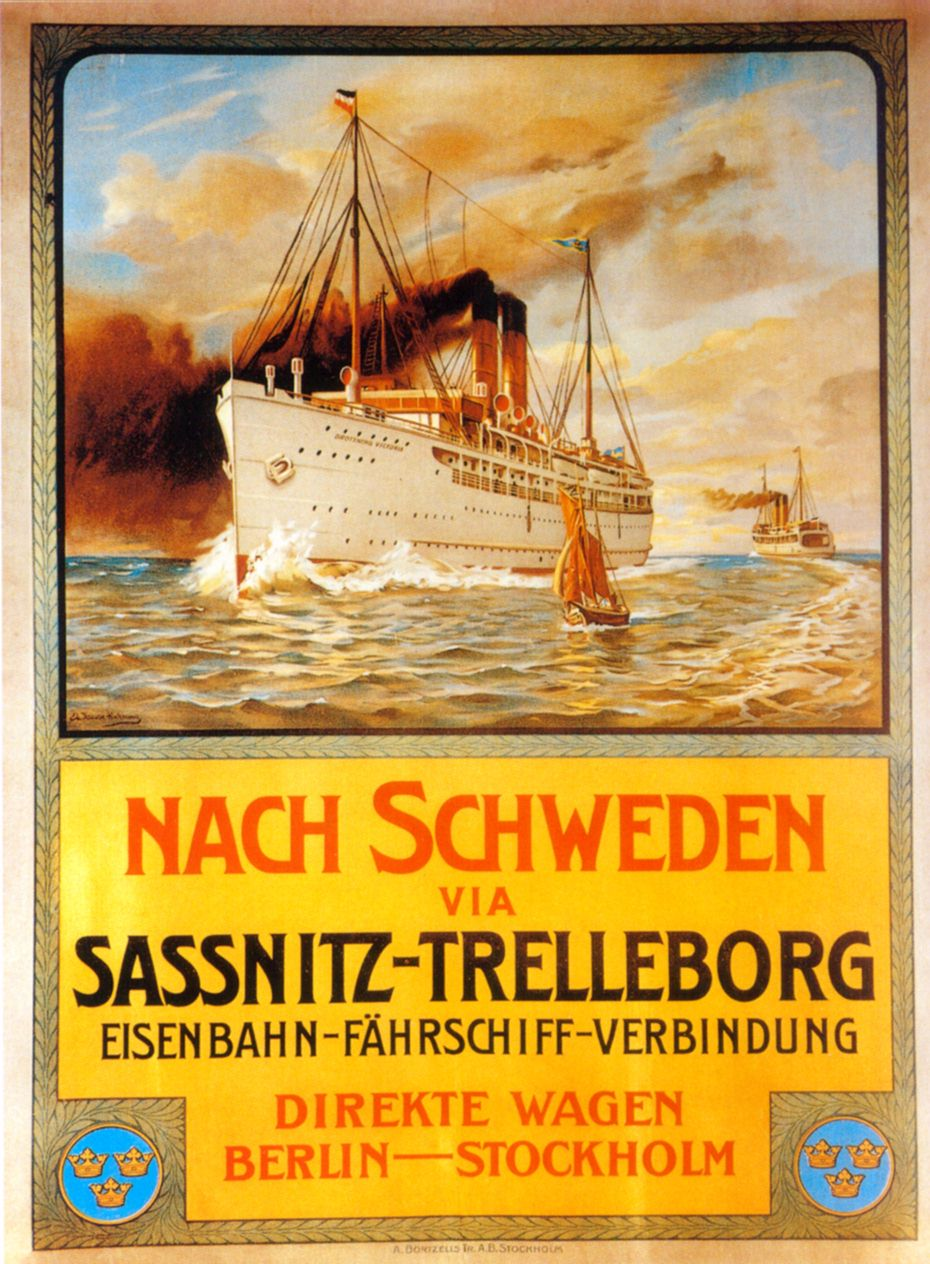
Plakat nach einem Gemälde von Krause-Wichmann

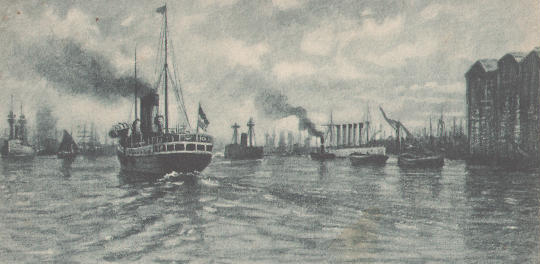
Ansichtskarte: Postdampfer in Kiel

Eduard Otto Albert Krause-Wichmann (* 1864 in Pölitz, Königreich Preußen; † 4. August 1927 in Dresden) war ein deutscher Marine- und Kunstmaler.
Eduard Krause-Wichmann studierte an der Kunstakademie Dresden bei Friedrich Preller und Gotthardt Kuehl und konzentrierte sich zunächst auf maritime, später auch auf industrienahe Motive. Für den Konferenzsaal Ballowitz in Stettin schuf er um 1900 ein Triptychon, auf dem das Eisenwerk Krafft zu sehen war. Vermutlich ist das Bild Eisen(walz)werk, das unter der Inventarnummer Kg 86/8 im Deutschen Historischen Museum bewahrt wird, ein Teil dieses Triptychons. Aus dem Jahr 1905 stammt das Ölgemälde Die Stettiner Vulcan-Werft.
Krause-Wichmanns Bilder wurden mitunter auf Plakaten und auf Ansichtskarten abgebildet, zum Teil während des Ersten Weltkriegs in propagandistischer Absicht. In der Kriegsnummer 224 der Illustrirten Zeitung vom 18. November 1918 wurden Werke von Krause-Wichmann gezeigt.